# Qaplan II Giray
Qaplan II Giray est un khan de Crimée ayant régné de février à novembre 1770.

## Origine
Qaplan II Giray est le fils de Sélim  II Giray.

## Règne
Qaplan II Giray devient khan en février 1770 après la déposition de Devlet IV Giray. Il choisit comme qalgha Islam Giray et comme nureddin Bakht Giray, le fils de Krim Giray. Il participe à la guerre russo-turque de 1768-1774 à la tête de 8 000 hommes. Accusé de faiblesse, il est déposé dès novembre 1770 et remplacé par Sélim III Giray.